# Christiane Luise Hegel
Christiane Luise Hegel (* 7. April 1773 in Stuttgart; † 2. Februar 1832 in Bad Teinach) war eine Frau des Bürgertums in Württemberg. Sie war die Schwester des Philosophen Georg Wilhelm Friedrich Hegel.

## Leben
Christiane Luise Hegels Vater war der Rentkammersekretär Georg Ludwig Hegel (1733–1799), ihre Mutter Maria Magdalena Louisa geb. Fromm (1741–1783). Sie wurde im Hegelhaus in Stuttgart geboren und verbrachte fast zwei Drittel ihres Lebens in Stuttgart; sie war drei Jahre jünger als Georg Wilhelm Friedrich Hegel und drei Jahre älter als der Bruder Georg Ludwig Hegel (1776–1812).
Als sie zehn Jahre alt war, starb ihre Mutter, die bis dahin wesentlich zu ihrer Bildung beigetragen hatte. Im Alter von 20 Jahren stand sie in Kontakt mit ehemaligen Studienfreunden ihres Bruders, Mitglieder der Stuttgarter Hofmeisterszene, die über die Errichtung einer süddeutschen Republik diskutierten.
Als engste Freundin gilt Wilhelmine Hedwig Elsässer, verh. Hauff, die Mutter des Dichters Wilhelm Hauff, dessen Patin Christiane Hegel war.
Für die unglückliche Liebe zu einem Mann, die sie aus der Bahn geworfen haben soll, gibt es keine authentischen Belege, möglicherweise handelte es sich hier um Gotthold Stäudlin (1758–1796).
Im Herbst 1801 verließ Hegel die württembergische Residenzstadt Stuttgart, um als Erzieherin und Lehrerin für die fünf Töchter von Joseph Freiherr von Berlichingen in Jagsthausen engagiert zu werden. Gleichzeitig mit ihr war der Komponist Friedrich Silcher dort Hauslehrer. Bis 1814 wirkte sie als Gouvernante. Im Sommer 1815 verbrachte Christiane Hegel einige Wochen bei ihrem Bruder Georg Wilhelm Friedrich Hegel und dessen Familie in Nürnberg. Es war ihr letztes Zusammentreffen. Danach verbrachte sie fünf Jahre bei ihrem Vetter Louis Göriz, dem Dekan der evangelischen Diözese Aalen. Von Mai 1820 bis August 1821 war sie in der Königlich-Württembergischen Heilanstalt Zwiefalten mit „Kost und Logis bei Irrenmeister Fischer“. Nach ihrer Entlassung kehrte Christiane Luise Hegel wieder in ihre Heimatstadt Stuttgart zurück. Dort ließ sie sich als Privatlehrerin nieder und pflegte die früheren Kontakte der Familie.
Mitte November 1831 registrierte das Umfeld von Christiane Hegel eine Verschlechterung ihres Gesundheitszustandes verbunden mit schwerer Depression. Im Dezember 1831 quartierte sich Christiane, auf Empfehlung ihres Arztes Karl Schelling, mit ihrer Magd im Kurort Bad Teinach im Nordschwarzwald ein. Drei Tage nach Unterzeichnung ihres Testamentes stürzte sich Christiane „wahrscheinlich in einem Anfall von Schwermut“ in der Nähe Bad Teinachs in die Nagold. Zwei Tage später wurde sie in Calw beerdigt. Im Testament setzte Christiane die drei Söhne Hegels als Erben ihres Kapitalvermögens ein. Mit dieser Erbeinsetzung von Hegels unehelichem Sohn Ludwig Fischer rief Christiane noch Unruhe in der Familie hervor. 
In Hegels Nachlass fehlen alle Originalbriefe von Christiane an ihn, nur drei Briefe an ihre Schwägerin sind überliefert.

## Werke
Christiane Hegel schrieb Gedichte, die jedoch alle verschollen sind. Karl Rosenkranz, Friedrich Hegels erster Biograph, der einige davon noch gelesen hat, schrieb, dass manche „wahrhaft schön“ seien.